# Wupu (köpinghuvudort i Kina, Hubei Sheng, lat 31,04, long 113,80)
Wupu (kinesiska: 吴铺镇) är en köpinghuvudort i Kina. Den ligger i provinsen Hubei, i den centrala delen av landet, omkring 68 kilometer nordväst om provinshuvudstaden Wuhan. Antalet invånare är 28 399. Befolkningen består av 13 470 kvinnor och 14 929 män. Barn under 15 år utgör 15,0 %, vuxna 15-64 år 74 %, och äldre över 65 år 10,0 %.
Runt Wupu är det tätbefolkat, med 881 invånare per kvadratkilometer. Närmaste större samhälle är Xiaogan, 17,0 km sydost om Wupu. Trakten runt Wupu består till största delen av jordbruksmark.
Genomsnittlig årsnederbörd är 1 441 millimeter. Den regnigaste månaden är juli, med i genomsnitt 203 mm nederbörd, och den torraste är december, med 19 mm nederbörd.